# 高原列車は行く
高原列車は行く（こうげんれっしゃはゆく）は、日本の歌手である岡本敦郎が1954年（昭和29年）に発表したシングル盤レコード。

## 解説
1951年、毎日新聞の記者をしていた西山安吉（福島県田村郡小野新町出身、作詞家・丘灯至夫）が丘十四夫の名義で作詞し、古関裕而の作曲、岡本の歌唱で発表した『あこがれの郵便馬車』がヒットすると、1954年に同じトリオで制作・発表されたのが本曲である。
本曲制作にあたり、丘は病弱だった少年時代に磐梯急行電鉄（通称：沼尻軽便鉄道）の列車に乗ったことを思い出して詞を書いたという。このため、歌詞には五色沼など当地の名所を彷彿させるワードが散りばめられている。
作曲の古関はスイスの高原鉄道をイメージして曲をつけ、この軽快なメロディーには作詞の丘も「スイスかオーストリアみたいだな」と腰を抜かすほど驚いたと言われる。
岡本敦郎は『第5回NHK紅白歌合戦』（1954年）に4回目の出場を果たした際には白組のトップとして本曲を歌唱した。
また古関の生誕100年に当たる2009年（平成21年）から東日本旅客鉄道（JR東日本）福島駅の在来線ホームの発車メロディとして本曲が採用されている。
本曲の記念歌碑が福島県耶麻郡猪苗代町の東日本旅客鉄道磐越西線川桁駅近くに建立されている。
古関の生涯をモチーフに制作されたテレビドラマ『エール』（2020年度上期：NHK連続テレビ小説）では、本曲が複数の回で流れるエピソードがある。

## 収録曲
1. 高原列車は行く（A 1862）
作詞：丘十四夫、作曲：古関裕而、編曲：土橋啓二